# Benoît Gschwind

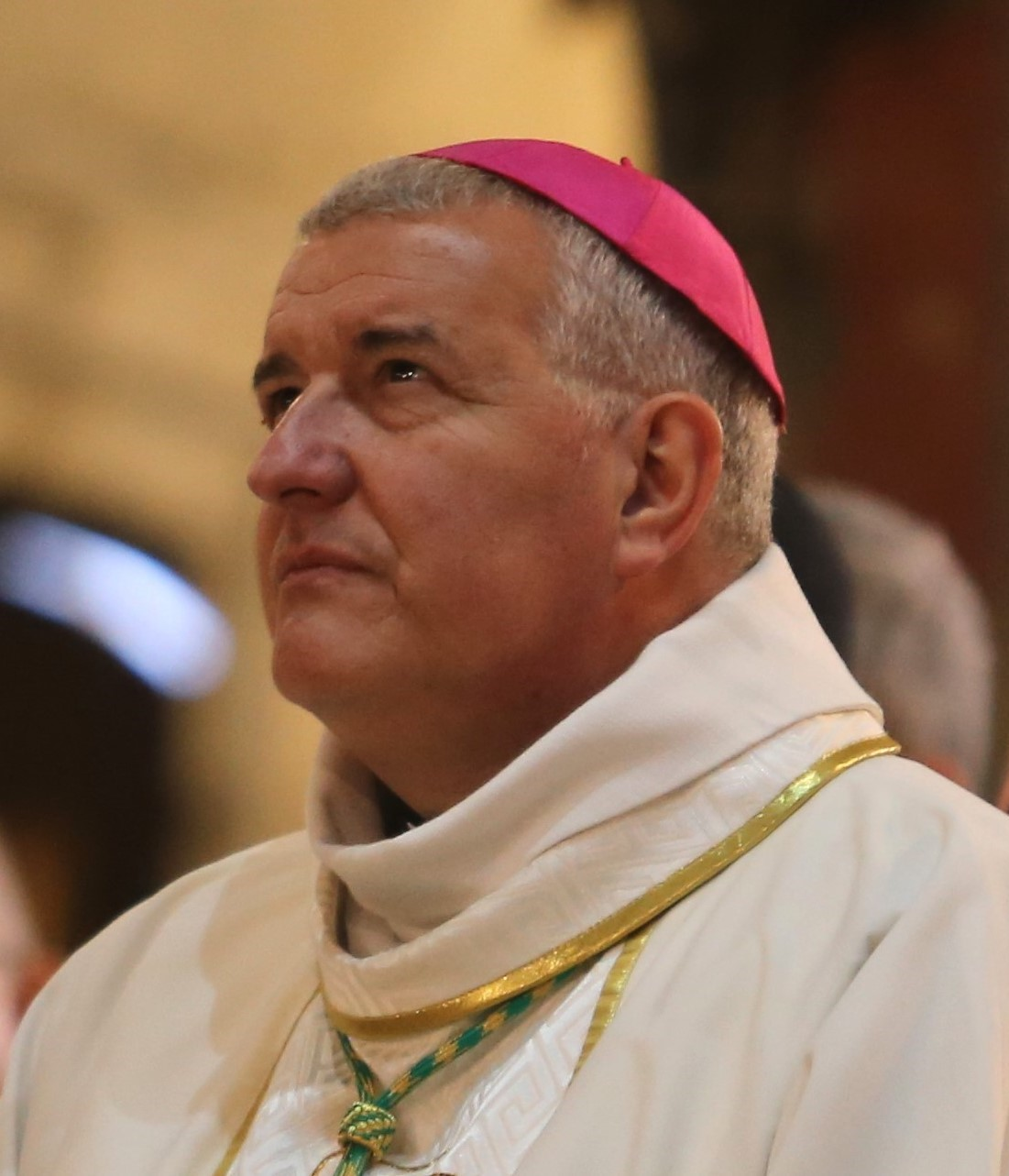
Benoît Gschwind, 2023

Benoît Gschwind AA (* 30. September 1963 in Basel) ist ein Schweizer Ordensgeistlicher und römisch-katholischer Bischof von Pamiers.

## Leben
Benoît Gschwind trat der Ordensgemeinschaft der Assumptionisten bei und legte am 7. September 1985 die erste Profess ab. Er studierte an der theologischen Fakultät der Universität Straßburg, wo er das Lizenziat in Theologie erwarb. Nach weiteren Studien am Oberinstitut für Pastoralkatechetik des Institut Catholique de Paris erwarb er ein weiteres Lizenziat. Der Pariser Weihbischof Albert Rouet spendete ihm am 19. Mai 1990 in der Kirche Saint Georges in Paris die Diakonenweihe. Am 9. Februar 1991 empfing er von Albert Rouet in der Pariser Kirche Notre-Dame des Buttes-Chaumont das Sakrament der Priesterweihe.
Nach der Priesterweihe arbeitete er bis 1997 in der Schulseelsorge an öffentlichen Schulen im Bistum Évry-Corbeil-Essonnes mit und gehörte bis 1998 dem Priesterteam des Seelsorgebereichs in der Ville nouvelle Évry an. Anschließend war er drei Jahre lang in der Jugend- und der Pariser Studentenseelsorge tätig. Von 2000 bis 2011 war er Chefredakteur der liturgischen Arbeitshilfe Prions en Église und Direktor der liturgischen Zeitschriften der Bayard Presse. Während dieser Zeit war er von 2002 bis 2004 Nationalkaplan des Pfadfinderverbands Scouts de France und von 2004 bis 2008 Nationalkaplan der Scouts et Guides de France, für die er anschließend bis 2011 stellvertretender Generalkaplan war. Von 2011 bis 2014 war er Provinzial der Assumptionisten in Frankreich. Nach der Reform der Provinzen war er anschließend bis 2017 Provinzial der Ordensprovinz für Europa. Ab 2017 war er Pfarrer und Mitarbeiter des diözesanen Kommunikationsdienstes im Erzbistum Montpellier. Er gehörte dem Priesterrat an und lehrte am Universitätszentrum Guilhem de Gellone.
Papst Franziskus ernannte ihn am 28. Oktober 2023 zum Bischof von Pamiers. Die Bischofsweihe spendete ihm der Erzbischof von Toulouse, Guy de Kerimel, am 26. November desselben Jahres in der Kathedrale von Mirepoix. Mitkonsekratoren waren der Erzbischof von Montpellier, Norbert Turini, und der emeritierte Erzbischof von Poitiers, Albert Rouet.